# Calle Agüero
La Calle Agüero es una arteria vial de la Ciudad de Buenos Aires y cruza los barrios de Balvanera y Recoleta.

## Características
La calle comienza en la Avenida Rivadavia en el sector del barrio de Balvanera conocido como el Once, donde cruza las vías del Ferrocarril Sarmiento a 500 metros de la Estación Once. Atraviesa una zona de clase media y media-baja, muy degradada durante la decadencia del viejo Mercado de Abasto, que fue transformado en Abasto Shopping en 1999, dando un nuevo impulso a su entorno.
A principios del siglo XX el tramo comprendido entre la Avenida Rivadavia y la Avenida Córdoba se denominaba Laprida, y desde ésta en adelante Agüero.
A medida que la calle continúa hacia el norte de la ciudad e ingresa al barrio de Recoleta, comienza a subir el nivel económico de sus habitantes y la categoría de los edificios. En el cruce con la Avenida Santa Fe está la Estación Agüero de subterráneo.
Atravesando una zona residencial de clase alta con bastante movimiento comercial, la calle pasa junto a la Central Costanera de Telecom y a la Plaza del Lector que funciona como acceso a la Biblioteca Nacional, a un costado de la calle Agüero. En la vereda opuesta a la Biblioteca se suceden edificios de alta categoría que se encuentran en el barrio conocido como La Isla de Recoleta. La calle termina su recorrido al desembocar en la Avenida del Libertador.

## Imágenes

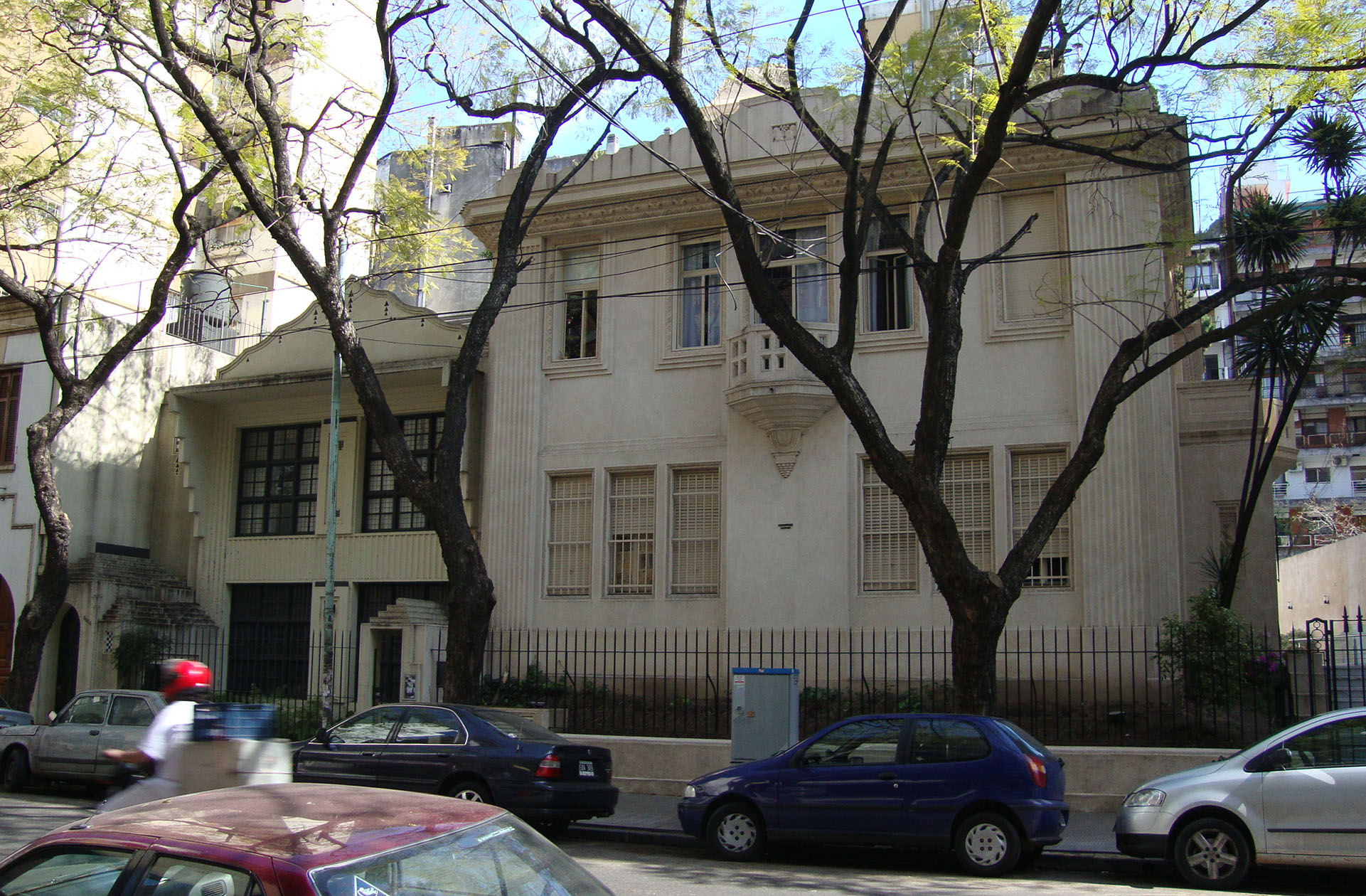
Casa Ganduglia (Agüero 2038) y Casa Virasoro (Agüero 2044)
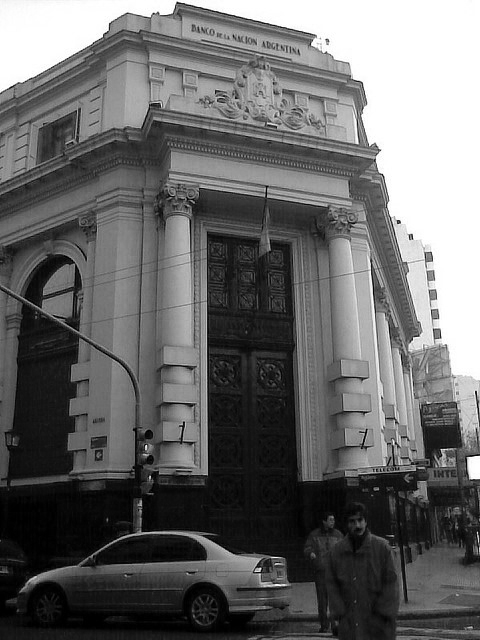
Banco Nación Suc. Abasto (Agüero esq. Corrientes)
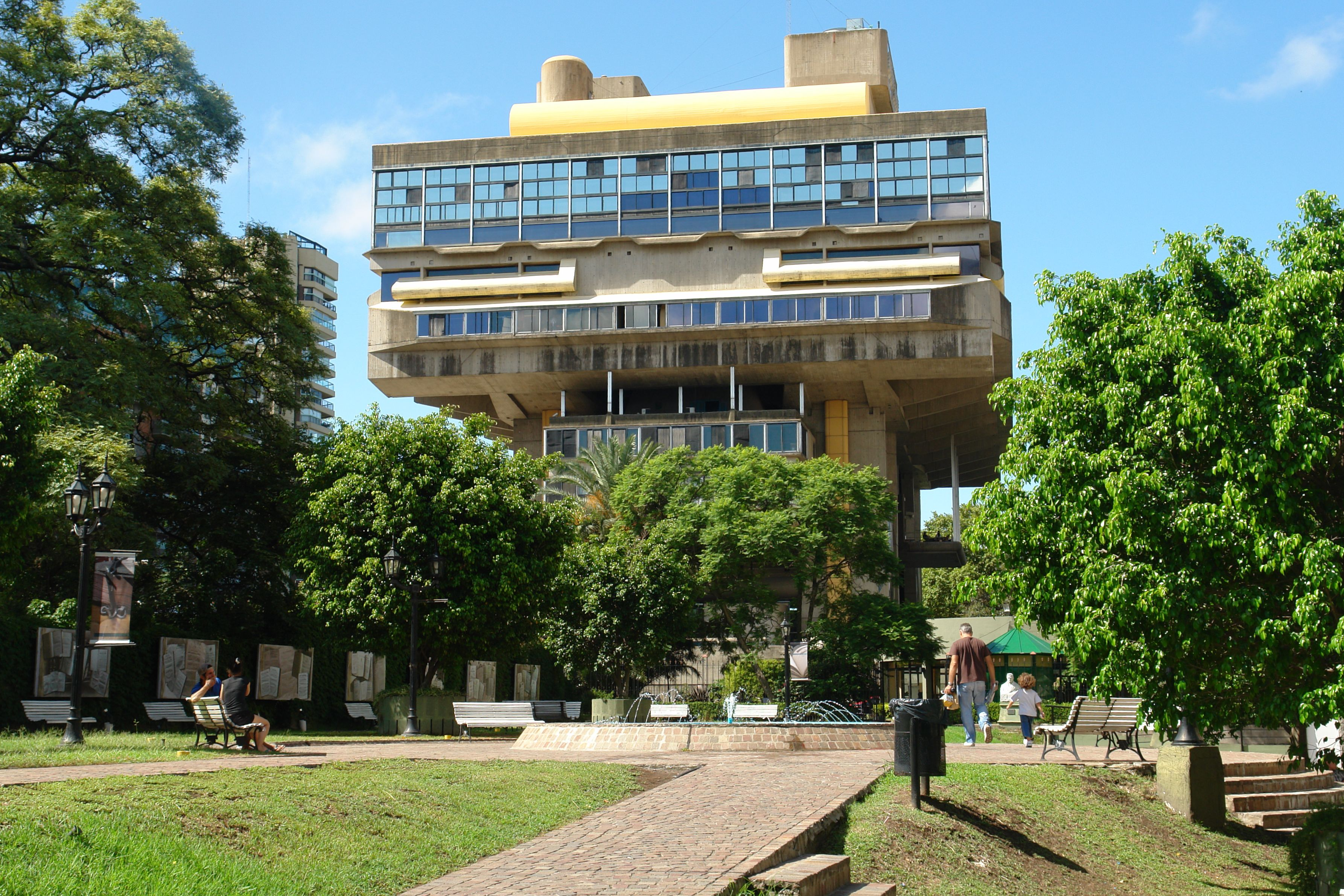
Biblioteca Nacional y Plaza del Lector (Agüero esq. Las Heras)

- Datos: Q5021843